# 박탐희
박탐희(1977년 1월 2일 ~ )는 대한민국의 배우이다.

## 생애
1998년 그룹 업타운(UPT) 3집 '올라올라'의 객원 보컬로 참여하면서 연예계에 데뷔하였다. 그 후 배우의 뜻을 품고 연기자로 전향하였다. 그 동안 포털 사이트에 생년월일이 등록이 안되어 있었다가 2015년 2월 18일에 방송된 MBC 《황금어장 라디오스타》에 출연해 1977년 1월 2일 출생이라고 밝혔다. 2008년 6월 11일에 결혼하면서 현재 1남 1녀의 자녀를 두고 있다.

## 학력
- 경희대학교 연극영화과 학사

## 연기 활동

### 드라마
- 2002년 MBC 단막극 《MBC 베스트극장 - 짝사랑》
- 2002년 MBC 일일연속극 《인어아가씨》 ... 수림 역
- 2002년 KBS1 일일연속극 《당신 옆이 좋아》 ... 최유경 역
- 2003년 MBC 미니시리즈 《내 인생의 콩깍지》 ... 수빈 역
- 2004년 KBS2 단막극 《드라마시티 - 결혼은 파도를 타고》 ... 장미리 역
- 2004년 MBC 일일연속극 《왕꽃 선녀님》 ... 문미영 역
- 2006년 MBC 단막극 《MBC 베스트극장 - 안녕, 천사님》 ... 경주 역
- 2006년 MBC 아침드라마 《이제 사랑은 끝났다》 ... 윤희재 역
- 2006년 KBS2 단막극 《드라마시티 - 날 미치게 하는 여자》 ... 수연 역
- 2006년 MBC 창사45주년특별기획 드라마 《주몽》 ... 양설란 역
- 2006년 MBC every1 미니시리즈 《빌리진 날 봐요》 ... 위수경 역
- 2007년 MBC 미니시리즈 《에어시티》 ... 장난영 역
- 2007년 SBS 금요드라마 《8월에 내리는 눈》 ... 강미수 역
- 2008년 SBS 아침연속극 《순결한 당신》 ... 이미진 역
- 2009년 KBS2 미니시리즈 《공주가 돌아왔다》 ... 채주희 역
- 2011년 MBC 아침드라마 《당신 참 예쁘다》 ... 조안나 역
- 2011년 KBS2 미니시리즈 《가시나무새》 ... 정지현 역
- 2012년 KBS2 4부작드라마 《KBS 드라마 스페셜 연작 시리즈 - 아모레미오》 ... 윤도순 역
- 2012년 SBS 주말극장 《내 사랑 나비부인》 ... 유진 역
- 2012년 JTBC 주말연속극 《인수대비》 ... 소용 엄씨 역
- 2013년 SBS 주말 특별기획 드라마 《결혼의 여신》 ... 장희경 역
- 2015년 SBS 아침연속극 《황홀한 이웃》 ... 최이경 역
- 2015년 SBS 주말 특별기획 드라마 《너를 사랑한 시간》 ... 민지수 역(특별출연)
- 2021년 KBS1 일일연속극 《속아도 꿈결》 ... 인영혜 역
- 2024년 KBS1 일일연속극 《결혼하자 맹꽁아!》 ... 엄홍단 역
- 2025년 KBS2 미니시리즈 《빌런의 나라》 ... 김미란 역

### 영화
- 2001년 《두사부일체》 ... 김지혜 역
- 2009년 《아부지》 ... 미란 역

### 방송
- 2011년 KBS2 《생활의 발견 오감도》 ... MC
- 2014년 Story On 《미모원정대》 ... MC
- 2016년 JTBC 《색깔있는 탐색 트렌드#》 ... MC
- 2022년 KBS2 《신상출시 편스토랑》 ... 편셰프
- 2023년 KBS2 《신상출시 편스토랑》 ... 편셰프

## 수상 및 후보
| 연도 | 시상식       | 부문                           | 작품        | 결과 |
| ---- | ------------ | ------------------------------ | ----------- | ---- |
| 2021 | KBS 연기대상 | 일일드라마부문 여자 우수연기상 | 속아도 꿈결 | 후보 |

1. ↑  “가정이 서는 것이 곧 작은 하나님의 나라가 서는 것이죠”, 기독교연합신문